# Aristotelia palamota
Aristotelia palamota är en fjärilsart som beskrevs av Edward Meyrick 1926. Aristotelia palamota ingår i släktet Aristotelia och familjen stävmalar. Inga underarter finns listade i Catalogue of Life.